# Sarah Ladipo Manyika
Sarah Ladipo Manyika (7 marzo 1968) è una scrittrice nigeriana naturalizzata inglese.
Cresciuta in Nigeria, ha vissuto in Kenya, Francia e Inghilterra.
Tra i suoi scritti, la  pubblicazione di saggi, testi accademici, recensioni e racconti.

## Opere
- Women Writing Zimbabwe
- Fathers & Daughters
- African Love Stories: An Anthology
- Problematizing Blackness
- In Dependence (2011)